# DRIVER PARALLEL LINES
DRIVER PARALLEL LINES（ドライバー・パラレルラインズ）は、Reflections Interactiveが開発し米国ATARIが発売した3Dドライビングアクション。
『Driver 潜入!カーチェイス大作戦』、『Driver 2』、『 DRIV3R』に続くシリーズ第4作で、PlayStation 2版は、2006年3月14日にアメリカ、2006年3月17日にイギリスでそれぞれ発売されている。日本では2006年10月12日に、AQインタラクティブのエクストリームライン第一弾として発売された。PC,Wii版が2007年Ubisoftから発売。
コンピュータエンターテインメントレーティング機構によるレーティングでは「Z（18歳以上のみ対象）」になっている。
2006年7月13日、ユービーアイソフトが経営状態の厳しいアタリからDRIVERシリーズのライセンス(Reflections Interactiveの開発人員を含む)を1900万ユーロ(2400万ドル)で買収した。

## 解説
シューティングゲームとしての要素が強かったDRIV3Rとは対照的に、本作はドライブアクションに重きが置かれている。
プレイヤーはニューヨーク市内を自由に移動することができるが、違法行為を目撃露されると手配度が上がって警察に狙われやすくなり、手配度と警察の追跡に激しさが比例する仕組みになっている。車で犯罪を行った場合、車輛手配の度合いが上がるが、警察が見ていない隙に車を乗り換えることで、車輛手配度がリセットされる。また、徒歩移動中に犯罪を行った場合は手配度が上がるが、こちらも中の見えにくい車に乗れば警察をまくことができ、車輛手配度が最高値でなければパトカーの後ろを走っていても気付かれない。

### 日本版の変更点
- 敵と警察官は銃撃すれば死亡するが市民は死なない。
- 車に後方から衝突すると死亡エフェクトが繰り返される（死亡→蘇生を繰り返していると思われる）。
- 出血はしない。

## ストーリー
1978年と2006年のニューヨークが舞台。
1978年。ニューヨークで成り上がる為に、強盗の逃走の手助けや物品・盗品の運搬など危険な仕事をこなすドライバーTK。この街で大物になるためTKは誰よりも速く走り続けた。しかしその果てにあったものは、仲間の裏切りだった…。
2006年、ニューヨーク。そこには、28年前の復讐を誓うかつてのギャングスターTKの姿があった。

## おもな登場人物
キッド（TK）
本作の主人公。
1978年にニューヨークにやってきた18歳の青年。自身の持つドライビングテクニックを用いた汚れ仕事で巨万の富を手に入れようとするも、仲間の裏切りによって、自身も片棒を担いでいたギャング誘拐殺人の罪を全て押し付けられ、シンシン刑務所に28年間服役する羽目になった。その際は、コリガンに脚を銃で撃たれてしまう。出所後、46歳になった彼は5人の裏切者に対して28年前の復讐を始める。
レイ
キッドの憧れの存在にして、パートナー。レイ・オートという自宅兼自動車修理工場を経営。ストーリー序盤ではキッドが部屋を間借りしていた。
キッドとは同郷で、農場にて運転を教えていたが、修理工場開業の資金が貯まると一足先にニューヨークへ引っ越した過去を持つ。
2006年、キッド出所の際に彼を出迎え、復讐の出助けをするが、ストーリー後半でコリガンに殺害されてしまう。DRIVER 76の主人公。
スリンク
レイの友人。パーティが大好きで、人を笑わせることが得意。クラブ「ファンキー・ラビット」を経営している。
2006年になってもその性格は変わらず、クラブ経営の傍ら映画産業にも進出していた。
最後はSUVで逃走するものの追いかけてきたキッドに殺害される。
DRIVER76にも登場する。
メキシカン
いろんな意味でビッグな男。怖いもの知らず。
2006年には、ゲームセンターのキャッシャーで働いているもののアルコール中毒を患い何故かホームレス同様の姿に変わっていた。
2006年序盤のストーリーで高架鉄道で逃走して、遊園地に逃げ込んだがキッドに銃撃されて死亡する。遺体はコリガンの自宅に放置された。
キャンディー
すばらしい計画力を持つ。極度の神経質。
2006年では、組織の大物となっていたがキッドに殺害される。
ビショップ
仕事は超一流。元軍人。
ニュージャージーに私邸がある。2006年には装甲車でキッドを襲撃するも返り討ちに遭い、装甲車もろとも爆発して死亡。
コリガン
ギャングのリーダー。彼との出会いがキッドの運命を大きく変える。
表向きはギャングだが本職はニューヨーク市警の警察官。自身が首謀したギャング誘拐殺人の罪をキッドに押し付け、刑務所送りにした人物。1978年当時の愛車はリンカーン・コンチネンタル・クーペ。
2006年にはNYPD本部長に出世していた。ストーリー中盤でレイを口封じで殺害した。ニューヨーク市長選挙に立候補予定だったが、ストーリー終盤でキッドに市警本部長室を爆破され、さらにニュージャージー州にある自宅を襲撃される。そして、同州の隠れ家にいることを突き止めたマリアからの依頼を受けたキッドに追い詰められてヘリコプターで逃走し、トンネルを爆破してまで殺害しようとするものの、脱出したキッドにヘリコプターを撃ち落されて身柄はマリアに引き渡された。
マルチネス
コロンビア系のギャング。1978年にキッドに誘拐され、コリガンに殺害された。マリアの父。
マリア
マルチネスの娘で2006年に登場。キャンディーの下で働いていた。コリガンに復讐するためキッドに様々な仕事を依頼する。最後は、コリガンをキッドから引き渡された。

## システム
DRIV3Rから追加・削除された機能。

### 追加
- 車からの銃撃(ドライブ・バイ)
- ガレージ
- 車のカスタマイズ
- サーキットレース
- 指名手配と車輌手配
- スリルカメラ
- ミッション任意開始
- 報酬、所持金

### 削除
- ディレクターモード
- 海に落ちても泳げる
- 主観視点
- ミッション選択
- ボート（乗り物）
- ジャンプ

## 利用可能な施設
- レイ・オート

レイが経営する自動車整備工場。ニュージャージー州、ブロンクス区、ラガーディアに工場があり、自動車やバイクの修理、チューニング、アップグレードを有料でしてもらえる。何故か弾薬も購入できる。
警察に手配されている間は利用はできない。
工場間や自宅へはクイック移動ができる。
- 自宅

マンハッタンにあるアパートメントハウス。ストーリー中盤から利用可能になる。物語が進むに連れて銃器の弾薬が置かれる。
2006年には何故か廃墟状態になっている。
警察に手配された際に部屋に入ると解除される。
レイの工場にクイック移動が可能である。

## ニューヨークシティ
ゲームの舞台はニューヨークのマンハッタン島とブルックリン、ブロンクス、及びニュージャージー州。今作では、『DRIV3R』のように3つの街に分けられている訳ではなく、1つのマップとしてプレイできる。マップの広さは前作よりも広く自由度も高い。実際のニューヨークと比べて広さが縮小されているが、全部で356kmもの車道がある。実際のニューヨークの街並みが再現されており、1978年では世界貿易センタービル（2006年ではグラウンド・ゼロ）、エンパイアステートビル 、クライスラービル、タイムズスクエア、セントラルパーク、フラットアイアンビルなどのマンハッタンで有名なランドマークが見られる。橋は一部を除いて存在し、通過もできる。一部のエリアには高架橋があり、電車が走っているが乗車はできない。2006年のマンハッタン島には高架が残されているのみで電車は走っていない（ニューヨークでは高架鉄道は廃止された）。
また、一部ミッションに登場するライカーズ島の留置場は実在する。
ゲーム用に簡略化されているものが多少あり、例えばニューヨーク市警察は、正式には「New York City Police Department（NYPD）」だが、ゲームでは「City Police」としている。ニューヨーク市地下鉄も省略されている。また、天気は晴れのみで、時間は朝、昼、夜と繰り返す。

## 武器
種類は、ストーリーが進行するごとに増えていき、隠れ家に置かれる。弾薬はレイが経営する整備工場で購入が可能。

### 1978年
- リボルバー - 威力が低い。
- 44H - 殺傷力が高いリボルバー式の拳銃。
- サービス 9 - サブマシンガン。
- Li15 - アサルトライフル。威力が高い。
- ショットガン - 警察官・SWAT隊員が所持している。殺傷力が非常に低い。
- グレネード・ランチャー - 大型の武器で、速度は遅いが破壊力が高い。

### 2006年
- ピストル - 威力が低い普通の銃。
- Gangster(Powerful Magnum) - ピストルの強化版。殺傷力が高い。
- F70 - 小型のマシンガン。
- Sf10 - サブマシンガン。連射速度が速いのが特徴。
- Aust Pup - アサルトライフル。殺傷力が高い。
- ショットガン - 76年当時同様に、警察官・SWAT隊員が所持している。
- RPG - 携帯式のグレネード・ランチャー。スピードが比較的速く破壊力が高い。
- Blaine - ミニガン。殺傷力が非常に高い。

## 乗り物
- 登場する車両とバイクとその名称は全てフィクションであるがモデルになったと思われる車両が登場している。
- 車とバイク、合わせて92種類が存在する。車種はクラシックカーと現代の車が登場し、『DRIV3R』までは見られなかった日本車のような車も登場する。
- レイが経営する整備工場では車の改造が有料ででき、防弾フロントガラス、防弾タイヤ、着色ガラス、ニトロ搭載、サスペンション、ブレーキ性能アップなど合計16の改造が可能。

## サイド・ジョブ
- ローン・シャーク
- レッカー
- ストリート・レース
- レースサーキットでのレース
- タイムトライアル
- 送迎
- タクシードライバー

## サウンドトラック
本作では、70年代と2000年代のロック、ラップ楽曲が運転中に流れる。乗車中ずっと流れており、消すことは出来ない。また、有名グループの歌が収録されているのが特徴で、マーヴィン・ゲイ、ポール・オークンフォールド、ファンカデリック、カン、ソーサイド、ストラングラーズ、ワー、イギー・ポップ、ブロンディ、デヴィッド・ボウイ、パーラメント、テンプテーションズ、アヴェレイジ・ホワイト・バンド、パブリック・エナミー、ザ・ルーツ、TV on the Radio、シークレットマシンズ、カイザー・チーフス、Yeah Yeah Yeahs、LCDサウンドシステムなどが含まれている。